# Conolophia
Conolophia es un género de lepidópteros geométridos perteneciente a la subfamilia Ennominae, descrita por primera vez en 1894. Es un género bastante aislado, es decir, que consiste en pocas especies relacionadas estructural o filogenéticamente. Suelen ser polillas grandes y delicadas. No es un género extenso, pero se ha descrito desde África hasta Borneo. Las especies indoaustralianas presentan una estructura más simple que la africana, considerada en el pasado un género independiente llamado Geoglada.
Tiene gran similitud con especies del género Alex, pero con la antena ciliada, no pectinada, y el segundo radial del ala posterior en posición normal. 

## Epecies
- Conolophia aemula (Warren, 1894)
- Conolophia conscitaria (Walker, 1861)
- Conolophia helicola (Swinhoe, 1894)
- Conolophia melanothrix Prout, 1915
- Conolophia nigripuncta (Hampson, 1891)
- Conolophia oreades Herbulot, 1989
- Conolophia persimilis (Warren, 1905)
- Conolophia puengeleri Bastelberger, 1907
- Conolophia pungeleri Bastelberger, 1907
- Conolophia rectistrigaria Rebel, 1914